# کند (پاکستان)
کُند (به انگلیسی: Kund) یک روستا در پاکستان است که در ناحیه خوشاب واقع شده‌است.